# Стадион Хонгконг
Стадион Хонгконг (енгл. Hong Kong Stadium) је стадион у месту Сон Ко По, у граду-држави Хонгконг, који се користи за рагби седам и фудбал.Капацитет стадиона је 40.000 седећих места. На овом стадиону игра фудбалска репрезентација Хонгконга. На овом стадиону одржава се традиционални турнир Hong Kong Sevens који је један од турнира у светској серији у рагбију седам. На овом стадиону играла су се два светска првенства у рагбију седам (1997, 2005). 1. новембра 2008., на овом стадиону одиграна је утакмица Бледисло купа између "Ол Блекса" и "Валабиса". Британски и ирски лавови су један тест меч против барберијенса одиграли на овом стадиону 2013. Стадион Хонгконг биће један од стадиона на коме ће се играти мечеви светског првенства у рагби јуниону 2019.